# Golaem
Pour les articles homonymes, voir Golem (homonymie).
Golaem est une société de développement de logiciels basée en France. Elle est spécialisée dans les solutions d'animation d'environnements 3D utilisant des populations de personnages autonomes.
Golaem a été créée en 2009 à Rennes par des chercheurs et ingénieurs de l'INRIA, un centre de recherche français, s'appuyant sur 15 ans de recherche sur la modélisation et la simulation de personnages humains,,.
Cette société est connue pour avoir travaillé sur des films des majors du cinéma, des séries télévisées et des publicités télévisées. Les équipes de Golaem ont notamment travaillé pour : Astérix et Obélix : Au service de Sa Majesté, Hercule, Game of Thrones,, Breaking Bad, The Walking Dead, Once Upon a Time, Warm Bodies, Orange SA, Peugeot, Nike, Nissan, Paco Rabanne, Electronic Arts, T-Mobile ou Honda.
Elle a reçu deux Emmy Awards techniques, l'un en 2018 et l'autre en 2021,. En 2020, elle reçoit le prix Innovation César et techniques de l'Académie des César.
En août 2024, Autodesk, éditeur de Maya, annonce le rachat de propriétés intellectuelles clés et de l'équipe de Golaem avec pour objectif une intégration des fonctionnalités directes dans son offre.

## Produits
- Golaem Crowd est un plugin Autodesk Maya de simulation de foule, il permet aux artistes 3D de remplir leurs scènes avec des personnages autonomes[9].